# Euchalcia annemaria
Euchalcia annemaria är en fjärilsart som beskrevs av De Freina och Hermann Hacker 1985. Euchalcia annemaria ingår i släktet Euchalcia och familjen nattflyn. Inga underarter finns listade i Catalogue of Life.